# Igreja São Pedro e São Paulo (Itaiópolis)
A Igreja São Pedro e São Paulo é uma igreja de rito bizantino-ucraniano construída no distrito de Moema, município de Itaiópolis, Santa Catarina, Brasil, considerada um marco da imigração ucraniana no país, e foi tombada pelo Iphan em 2007. Trata-se, no entanto, de um conjunto de duas igrejas com o mesmo nome, que convivem lado a lado, sendo que a de alvenaria teria sido feita para substituir a mais antiga, em madeira, porém acabaram sendo conservadas as duas.

## Construção

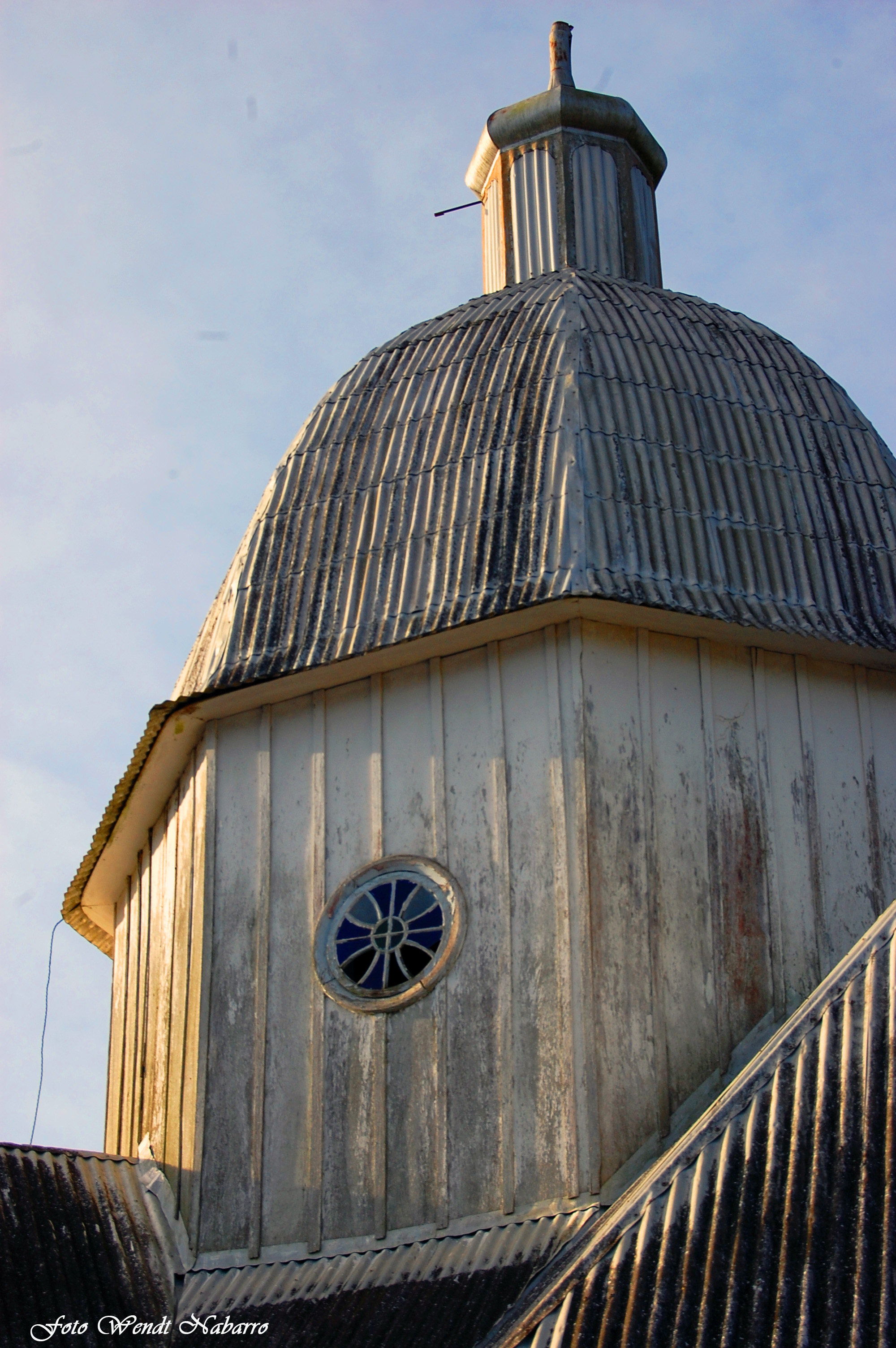
Detalhe da torre da igreja antiga, construída em madeira em 1914.

A igreja original, em madeira, foi construída pelos imigrantes ucranianos em Moema, Itaiópolis, em 1914. A primeira construção foi feita toda em madeira, que era abundante na região. A igreja original possui planta em forma de cruz, com uma torre central octogonal, coroada pela cúpula. O altar e as duas torres laterais possuem forma sextavada, e são cobertos pelo telhado de várias águas. As esquadrias são em madeira, retangulares, com a parte superior em arco pleno, e com vidros coloridos. Com o passar de tempo, mediante o tamanho da igreja original, e a dificuldade para a sua conservação precária, aventou-se a possibilidade de cosntruir uma nova igreja no local, em alvenaria, e entre 1993 e 1995 foi construída a nova igreja, ao lado da antiga, que acabou sendo preservada. Convive o conjunto das duas igrejas uma ao lado da outra além do cemitério, ainda pontilhado pelas tradicionais cruzes de madeira com os nomes dos sepultados cravados no braço da cruz.

## Histórico

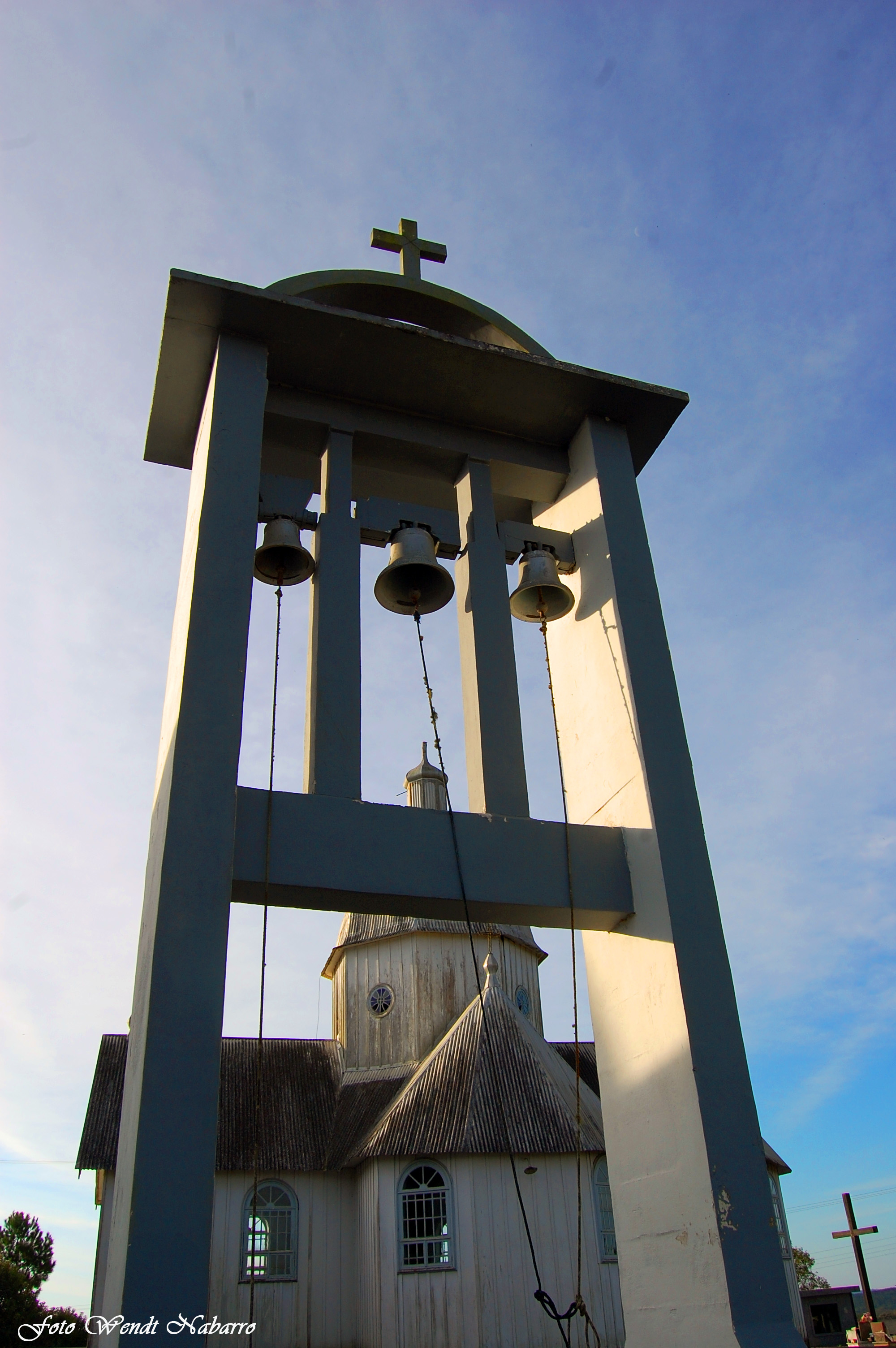
Campanário das Igrejas São Pedro e São Paulo

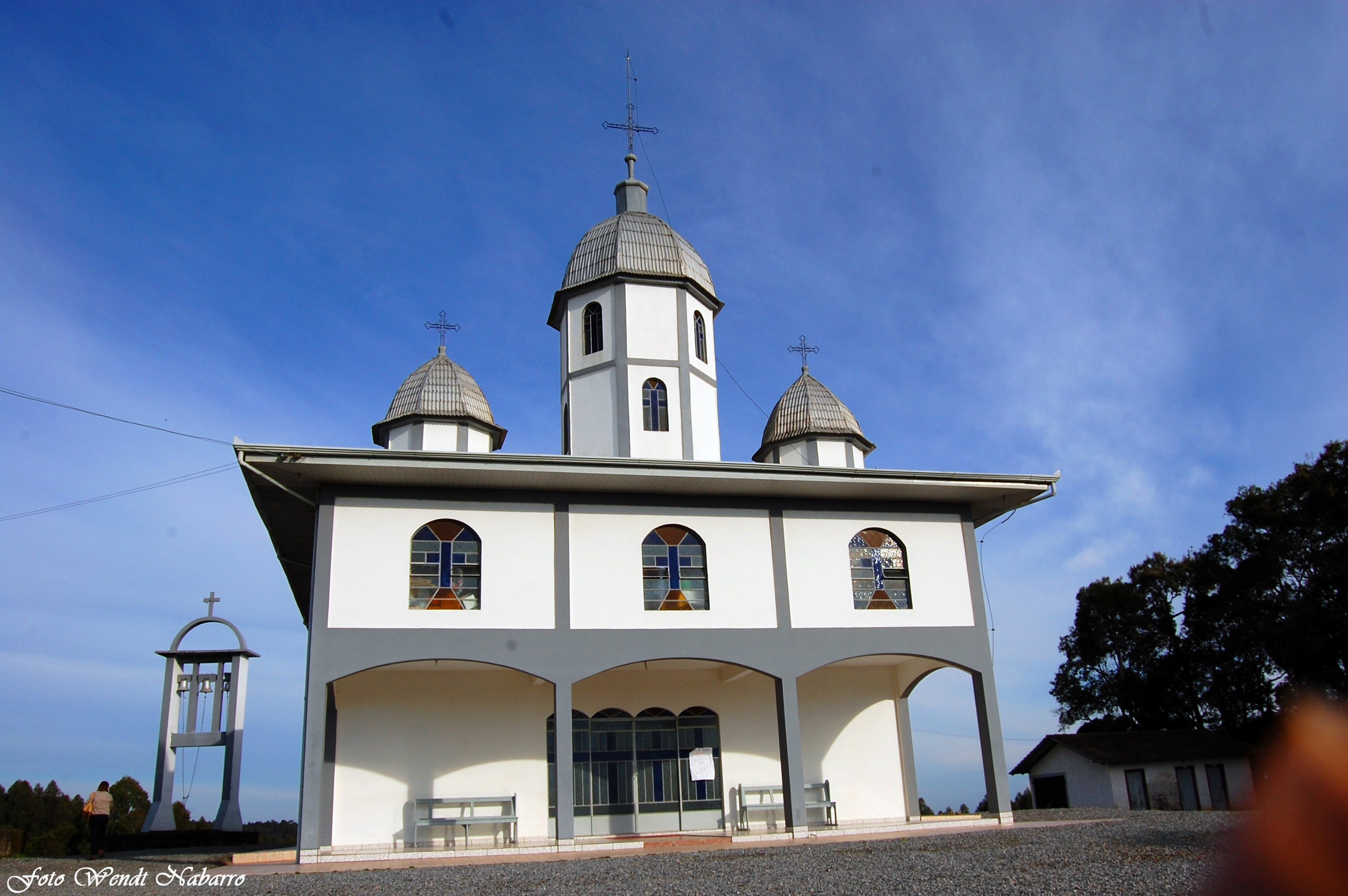
A Igreja São Pedro e São Paulo nova, em alvenaria, construída nos anos 1990.

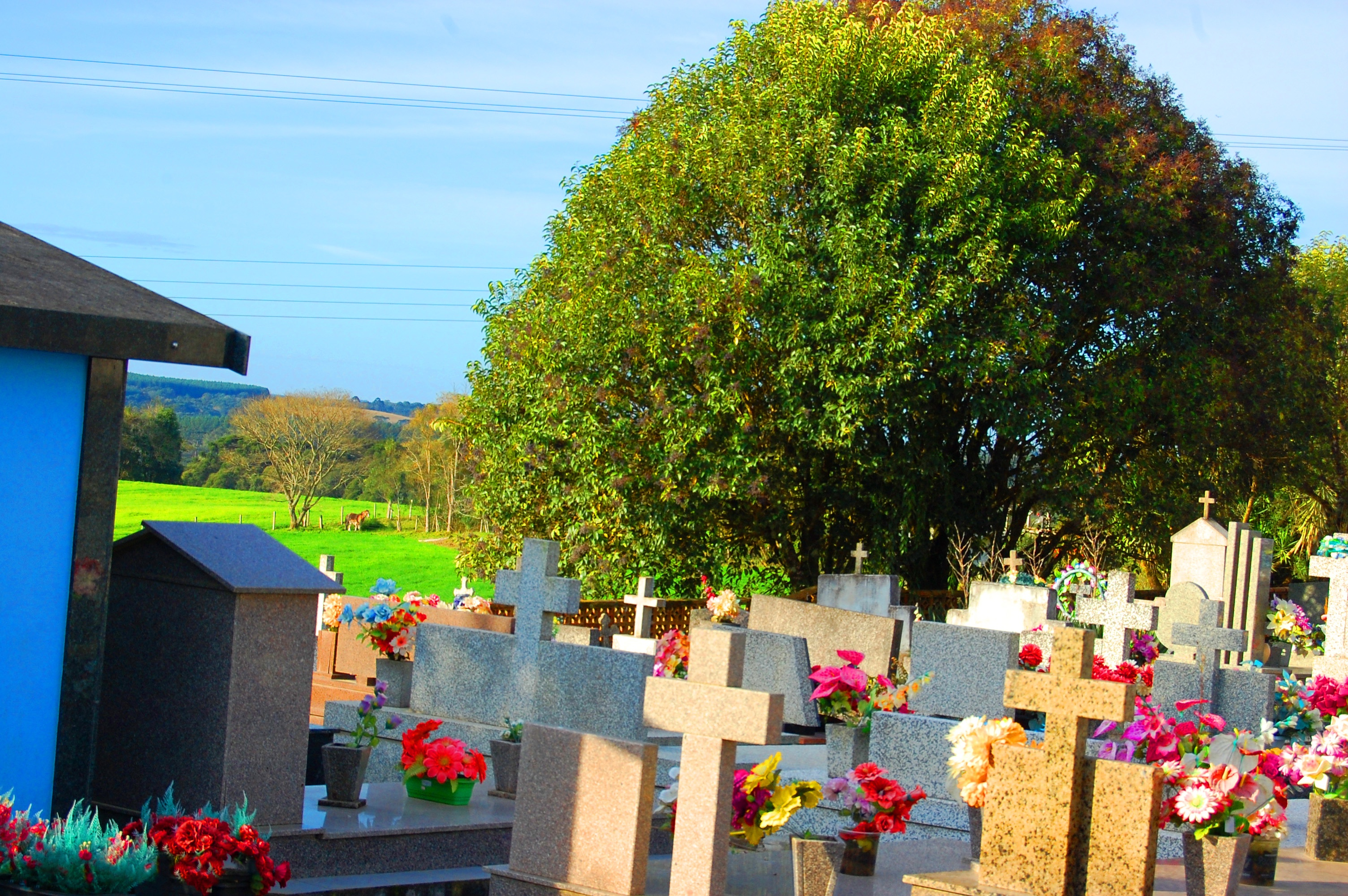
Cemitério ao lado das igrejas São Pedro e São Paulo

Os Estados do Paraná e Santa Catarina foram palcos da imigração ucraniana desde os últimos decênios do século dezenove, e a maioria desses imigrantes era pertencente ao Rito Ucraniano Católico, fazendo questão de receber e ter em seus centros de colonização seus próprios padres seculares e religiosos, os Padres Brasilianos, e as congregações religiosas femininas, sendo as Irmãs Servas de Maria Imaculada, provenientes da Ucrânia Ocidental, a mais numerosa, e presente em várias localidades no sul do Brasil. Em 1911, sete Irmãs Servas de Maria Imaculada foram enviadas da Ucrânia ao Brasil, abrindo uma casa em Prudentópolis, Paraná, com quatro religiosas, e outra em Iracema, Itaiópolis, Santa Catarina, com três religiosas (Irmã Olga Lukash, Irmã Helena Kucher e Irmã Salomia Kovalyshyn). Foi em 17 de abril de 1911 que os habitantes ucranianos da pequena comunidade de Iracema, em Itaiópolis, Santa Catarina, receberam as tão aguardadas Irmãs.
Antes dessa chegada dos religiosos ucranianos, porém, os imigrantes ucranianos já se preparavam para manter seus ritos, e considera-se historicamente que, em Santa Catarina, foi construída a primeira capela de rito ucraniano em 1895, e foi construída exatamente no município de Itaiópolis, na localidade de Xavier da Silva, inicialmente dedicada a Santo Antônio, mudando depois para Capela de Nossa Senhora do Perpétuo Socorro. Em 1898, seria construída pelos ucranianos, em Iracema, também em Itaiópolis, Santa Catarina, uma pequena capela de rito ucraniano dedicada a São José, que daria origem a uma segunda igreja, construída em 1907 e destruída pelo fogo em 1955, e que mais tarde seria a atual Igreja da Sagrada Família. A Igreja de São Pedro e São Paulo seria, portanto, a terceira igreja ucraniana construída no município de Itaiópolis, tendo sido construída em 1914, em Moema.
A Igreja São Pedro e São Paulo pertence à Metropolia Católica Ucraniana São João Batista, e faz parte da Paróquia de Iracema. Define-se como Metropolia uma parte da Igreja Católica Ucraniana de Rito Bizantino Ucraniano ligada à Santa Sé, e que segue as determinações do Papa. Está vinculada ao Arcebispado Maior, com sede em Kiev, Ucrânia, e à Conferência Nacional dos Bispos do Brasil (CNBB).

## Tombamento
Com a construção da nova igreja em alvenaria, a construção original em madeira deixou de abrigar os cultos e foi despojada de seus símbolos religiosos, restando apenas alguns antigos quadros de santos. Atualmente, o lugar é utilizado somente para as aulas de catecismo ministradas pelas irmãs. Mediante, porém, sua importância histórica e sua arquitetura original, a igreja de São Pedro e São Paulo se tornou um marco da imigração ucraniana no Brasil. É tombado em nível federal como patrimônio histórico, etnográfico, arqueológico e paisagístico desde 2007, e faz parte dos Roteiros Nacionais da Imigração.

## Casa das Irmãs Servas de Maria

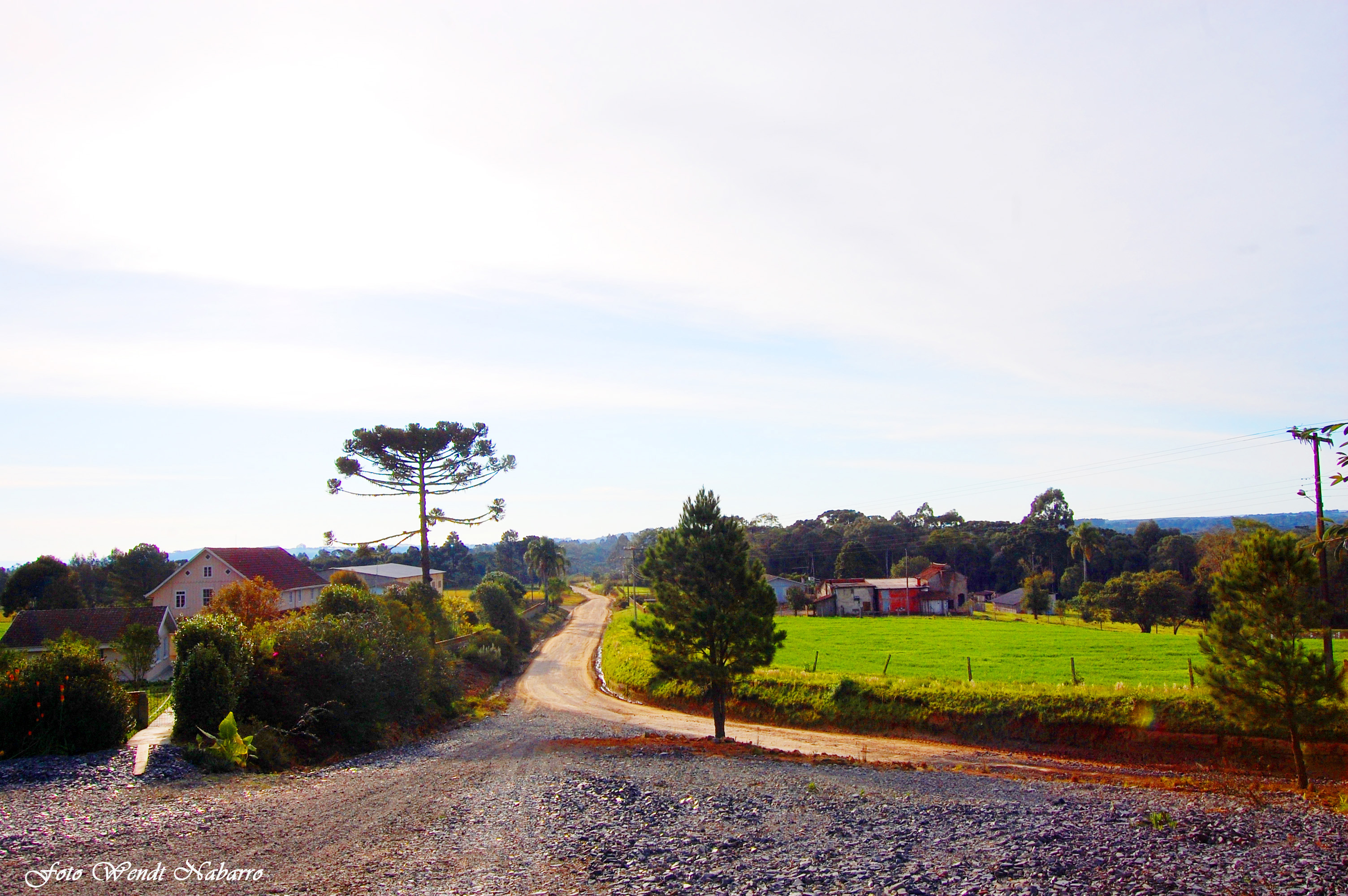
Vista do entorno das igrejas, em Moema, apresentando à esquerda a Casa das Irmãs, construída por volta dos anos 1940.

O conjunto arquitetônico e histórico de Moema, guarda características marcantes da imigração ucraniana. O entorno das duas igrejas, a de madeira e a de alvenaria, apresenta o antigo cemitério da região, com as tradicionais cruzes de madeira com os nomes dos sepultados cravados no braço da cruz. Ainda fazendo parte do conjunto, a Casa das Irmãs, construída nos anos 1940, conserva um marco da presença religiosa local.